# Sant Cristòfol de Fórnols
Sant Cristòfol de Fórnols, o Sant Cristau, o del Bosc, és l'antiga església parroquial del poble desaparegut de Fórnols, de la comuna de Campome, a la comarca del Conflent, de la Catalunya del Nord.
Està situada a prop de l'extrem sud-est del terme de Campome, a la carena que separa les dues valls existents en aquell indret. És al sud-est del Castell de Fórnols i al nord-est de la muntanya del mateix nom.

## Història
El lloc de Fórnols és documentat des de l'any 901, entre les deixes als fills d'un testament. Més tard fou patrimoni dels comtes de Cerdanya. El lloc estava en mans de la família del cognom del lloc, del qual hi ha documentat Guillem de Fórnols el 1175, vassall dels senyors del veí Castell de Paracolls. Al XIV estigué en mans dels de So, vescomtes d'Èvol, fins que el 1506 fou el senyor de Nyer, Joan de Banyuls, qui n'adquiria el domini. L'església no és documentada fins al 1341, en un reconeixement de deute al capellà d'aquesta església. El 1635 torna a estar documentada, ara com a ermita on es fan nombrosos aplecs.

## L'edifici
L'església de Sant Cristòfol, o Sant Cristau, és en ruïnes. Se'n conserva la part occidental de la nau única, amb el frontis d'aquell costat, que conserva una petita espadanya tardomedieval d'un sol arc al capdamunt. El tros de volta de canó conservat presenta un perfil apuntat. La porta era a migdia, però precisament el temple és arruïnat a partir de la porta, i només en queda el muntant oest. La part esfondrada, mitja nau i capçalera, caigué durant la dècada dels 70 del segle xx.

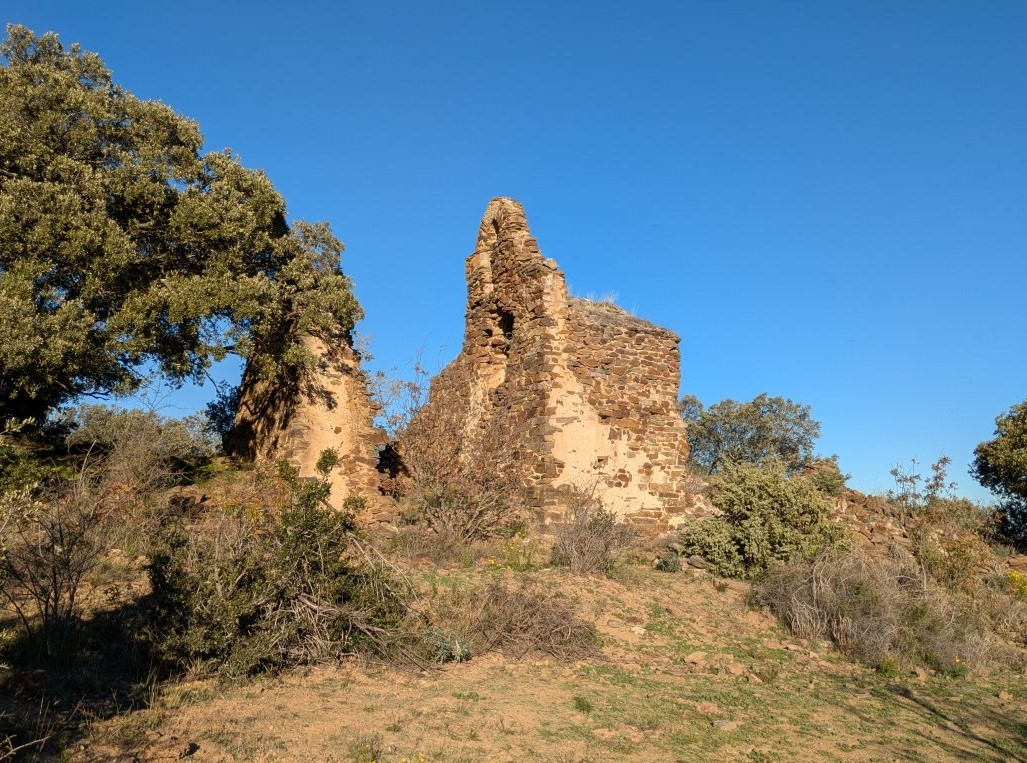
Vista des del sud-oest
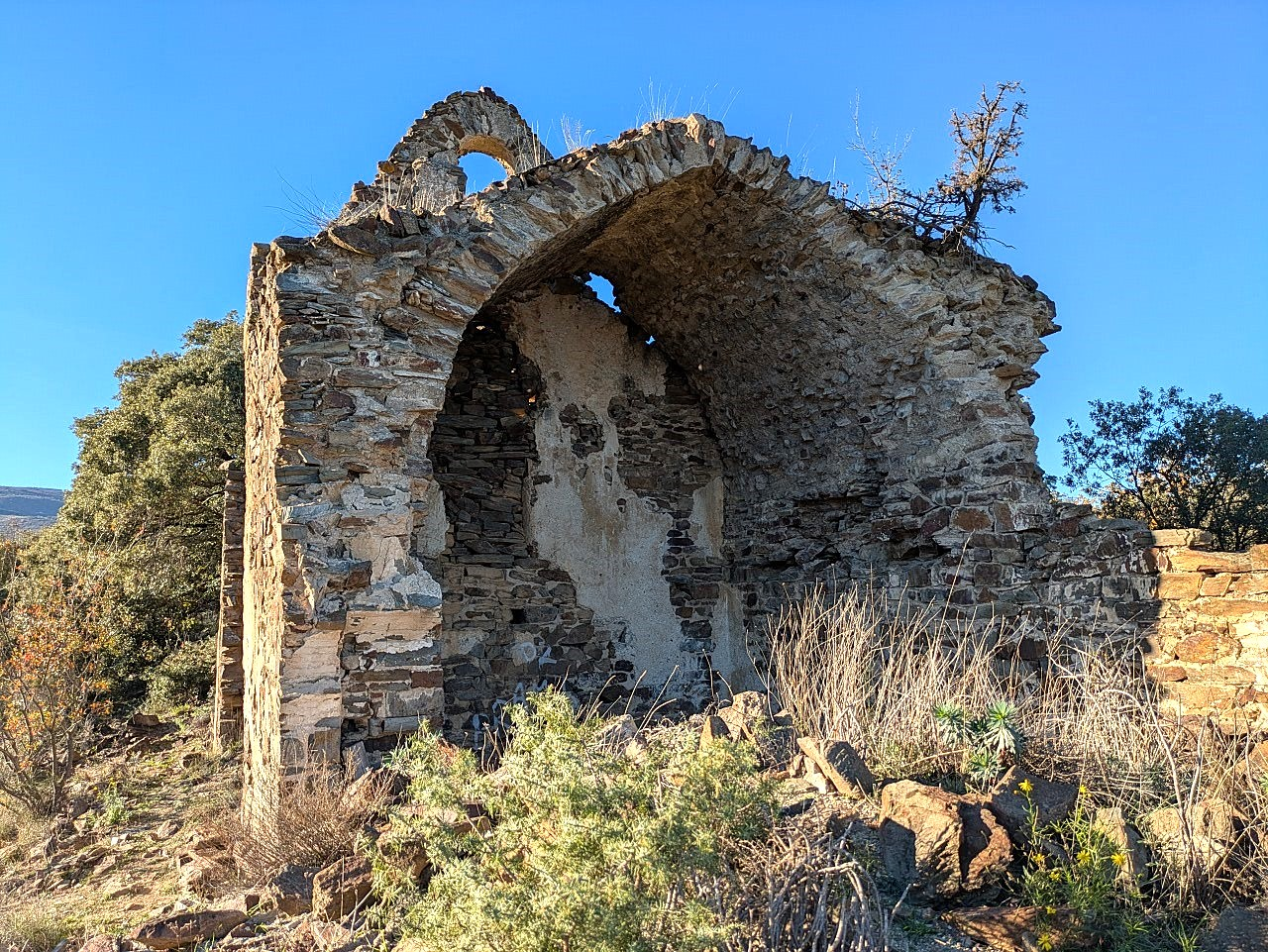
Restes de l'interior de la part oriental de l'església